# Trentepohlia (Mongoma) brevifusa
Trentepohlia (Mongoma) brevifusa is een tweevleugelige uit de familie steltmuggen (Limoniidae). De soort komt voor in het Oriëntaals gebied.